# Alfa Romeo TZ Bertone Canguro
L'Alfa Romeo Canguro è una concept car realizzata dalla Bertone nel 1964 in esemplare unico.

## Contesto
La vettura è stata sviluppata sull'autotelaio a struttura tubolare della "TZ", con motore longitudinale a quattro cilindri in linea da 170 CV di potenza a 7500 giri al minuto. La trazione è posteriore, mentre il cambio era manuale a cinque rapporti.
Particolarmente innovativa la soluzione adottata per le superfici vetrate che furono incollate alle cornici della carrozzeria. Tale sistema, mutuato dalla tecnica aeronautica, consentì di ridurre l'altezza della vettura a soli 105 cm.
Il prototipo, disegnato da Giorgetto Giugiaro, fu presentato al Salone dell'automobile di Parigi nel 1964, ma pochi mesi dopo andò distrutto, durante un test per la stampa specializzata sulla pista di Monza.
Giudicato troppo sportivo e costoso per la produzione in serie, il progetto venne abbandonato e la Bertone iniziò a lavorare sull'evoluzione stilistica dello stesso, che poi avrebbe dato vita ai prototipi del modello "Montreal".
Il relitto della "Canguro" rimase per una decina d'anni in un deposito demolizione, fino a quando fu scoperto da un collezionista tedesco che l'acquistò per la cifra di 80.000 lire con l'intento di restaurarlo.
L'assenza del motore e di molte parti meccaniche e di carrozzeria rese piuttosto complesso il restauro che fu più volte accantonato da vari collezionisti, fino all'ultimo proprietario, un collezionista giapponese, che assunse il pesante onere economico, ottenendo anche la consulenza del Museo storico Alfa Romeo.
L'opera di certosina ricostruzione fu eseguita dalla Cecomp (Centro Esperienze Costruzione Modelli e Prototipi) di La Loggia e ultimata nel 2005, in tempo per esporre la vettura restaurata al concorso d'eleganza Villa d'Este.